# Le Fiasco de Los Amigos
Le Fiasco de Los Amigos (The Los Amigos Fiasco en version originale) est une nouvelle d'Arthur Conan Doyle parue pour la première fois dans la revue The Idler en décembre 1892 avant d'être reprise dans le recueil Sous la lampe rouge (Round the Red Lamp) en 1894.
La nouvelle a été traduite en français et publiée en avril 1899 dans l'hebdomadaire La Lecture n°81 sous le titre Le Fiasco de Los Amigos. La nouvelle a ultérieurement été traduite avec un titre identique par Pierre Vigneaux pour l'édition intégrale des œuvres d'Arthur Conan Doyle éditée par Robert Laffont. Les éditions Actes Sud ont également publié en 2005 la nouvelle dans une réédition du recueil Sous la lampe rouge traduite par Christine Le Bœuf.

## Résumé
Un ancien praticien de la ville de Los Amigos, située à l’ouest des Etats-Unis, raconte l’histoire du « fiasco de Los Amigos » survenu autrefois.
La ville de Los Amigos s’était dotée d’un puissant générateur électrique alimentant l’ensemble de la ville. Avec le développement des exécutions à la chaise électrique sur la côte Est, la ville de Los Amigos avait décidé d’employer cette même méthode pour l’exécution de ses condamnés en utilisant la puissance maximale de son générateur, soit 12 000 volts, pour assurer une mort rapide aux condamnés qui n’avaient parfois pas péri immédiatement avec des exécutions à 2 000 volts.
Le premier homme condamné à cette sentence dans la ville de Los Amigos fut Duncan Warner, un homme au lourd passé criminel. Un comité scientifique de quatre membres fut réuni pour valider l’exécution à la chaise électrique. En firent partie le narrateur (médecin), deux ingénieurs en électricité ainsi qu’un vieil Allemand du nom de Peter Stupnagel, connu dans la ville pour ses connaissances en électricité. Les trois premiers validèrent l’exécution tandis que l’Allemand donna un avis négatif, considérant qu’un voltage élevé aurait l’effet inverse d’un faible voltage sur le condamné.
La majorité des voix étant réunie, l’exécution eut lieu. Comme prévu par Peter Stupnagel, l’exécution ne tua pas Duncan Warner. Une seconde décharge identique lui fut administrée : le condamné perdit ses cheveux et sa barbe mais s’exclama peu après : « Je ne me suis jamais senti mieux ». Le condamné fut alors pendu à deux reprises mais ne mourut toujours pas. Effaré par la situation, le chef de la police locale déchargea alors les six balles de son arme sur le torse du condamné qui n’eut d’autre réaction que de se plaindre des trous réalisés dans son t-shirt.
« Ce que vous avez fait avec votre électricité, c’est augmenter la vitalité de cet homme à tel point qu’il pourra défier la mort pendant des siècles » expliquera Peter Stupnagel aux responsables de l’exécution.